# 李口乡
李口乡是中国河南省平顶山市郏县下辖的一个乡。

## 行政区划
李口乡下辖：东北村、西南村、东南村、西北村、张店东村、张店西村、张店南村、张沟村、昝家村、郭楼村、王辛庄村、老昝庄村、大张庄村、寺杨村、林庄村、小昝庄村、马庄村、韦楼村、袁庄村、白龙庙村、阎集村、周庄村、周沟村。